# بولشايا ريتشكا (بيوغراد)
بولشايا ريتشكا (بالروسية: Большая Речка) هي مدينة في بيوغراد في مقاطعة إركوتسك أوبلاست في روسيا.